# Bessie Pease Gutmann
Bessie Pease Gutmann (Filadelfia, 8 de abril de 1876 – Nueva York, 29 de septiembre de 1960) fue una artista e ilustradora estadounidense cuya obra destacó por sus pinturas e ilustraciones de niños pequeños y jóvenes. A los inicios de 1900, estuvo considerada como la mejor ilustradora de libros y revistas de Estados Unidos. Entre 1906 y 1920, sus dibujos ilustraron las cubiertas de un total de veintidós revistas como Woman's Home Companion y McCall es. Ilustró libros populares para niños incluyendo una notable edición de 1907 de Las aventuras de Alicia en el país de las maravillas. A pesar de su popularidad comercial, el arte de Gutmann declinó durante la Segunda Guerra Mundial hasta que se resurgió el interés en el mismo a finales del siglo XX a través de coleccionistas de ilustraciones.

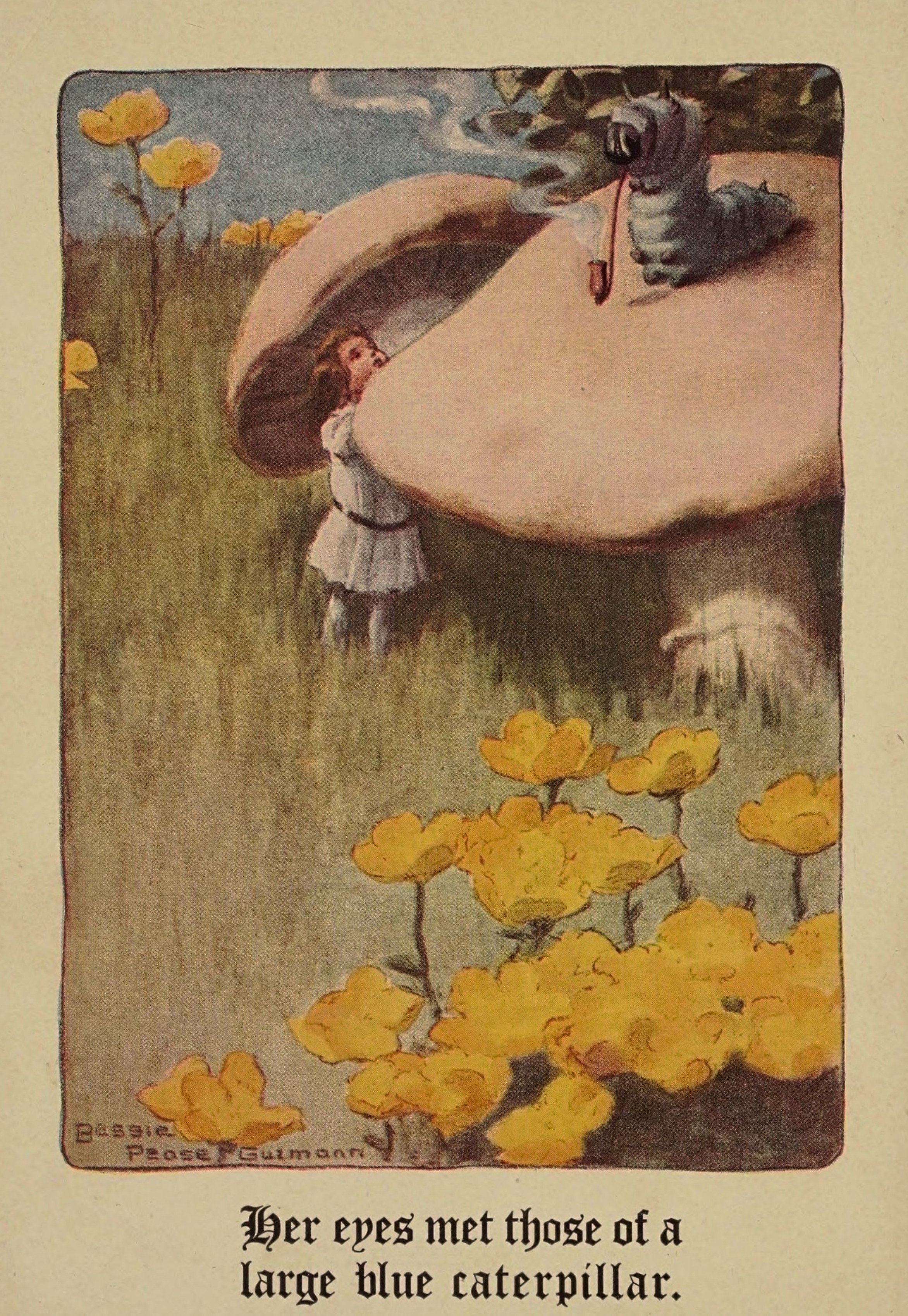
Una ilustración de la página de la edición de 1907 de Alice's Adventures in Wonderland

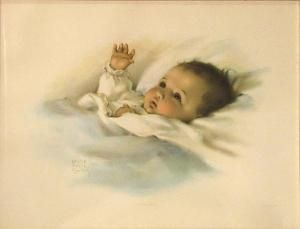
Despertar (1918)

## Trayectoria
Gutmann nació como Bessie Collins Pease el 8 de abril de 1876 en Filadelfia, Pensilvania. Su padre era Horacio Collins. Después de graduarse de instituto, estudió en la Philadelphia School of Design for Women. De 1896 a 1898, asistió a la Parsons The New School for Design (posteriormente Parsons) y, de 1899 a 1901, a la Art Students League of New York.  
Trabajó inicialmente como artista comercial independiente dibujando retratos y anuncios en periódicos. En 1903, consiguió empleo en la editorial de Gutmann & Gutmann, especializada en impresiones artísticas. El primer libro infantil que ilustró fue una edición de 1905 de la obra A Child's Garden of Verses del escritor escocés Robert Louis Stevenson. Ilustró varios libros más incluida una notable versión de 1907 de Las aventuras de Alicia en el país de las maravillas del escritor británico Lewis Carroll. También creó obras de arte para postales y calendarios y sus ilustraciones adornaron 22 portadas de revistas, entre ellas, McCall's, Collier's, Woman's Home Companion y Pictorial Review. Su mayor reconocimiento provino de una serie de impresiones coloreadas a mano que resaltaban la inocencia de los niños pequeños. Dos de sus obras más notables fueron A Little Bit of Heaven y The Awakening, que se centraron en la cara y las manos de un bebé escondido debajo de una manta. El trabajo de Gutmann fue popular durante la década de 1920 pero el interés por su estilo disminuyó antes de la Segunda Guerra Mundial. Dejó de dibujar en 1947. 

## Vida personal
En 1906 se casó con Hellmuth Gutmann, uno de los hermanos copropietarios de la empresa editorial donde estaba empleada. La pareja tuvo tres niños, Alice, Lucille y John, quienes sirvieron como modelos para sus ilustraciones.
Murió el 29 de septiembre de 1960 en Centerport, Nueva York, a los 84 años de edad.

## Galería

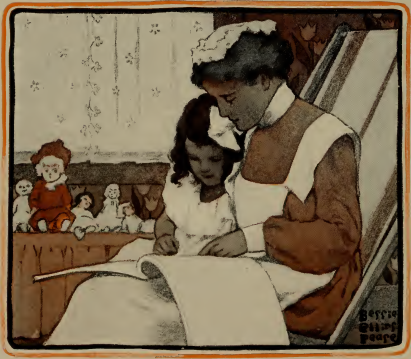
A Child's Garden of Verses
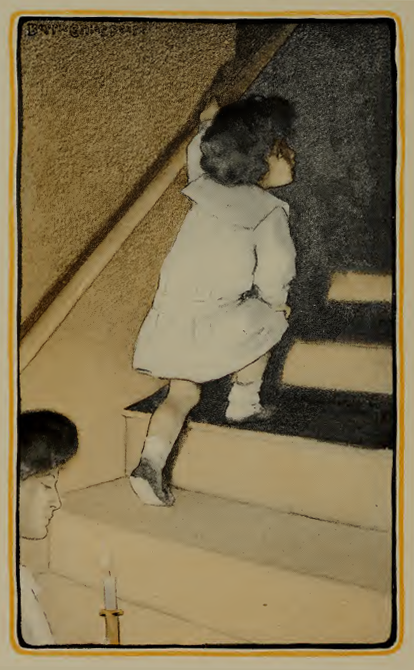
A Child's Garden of Verses
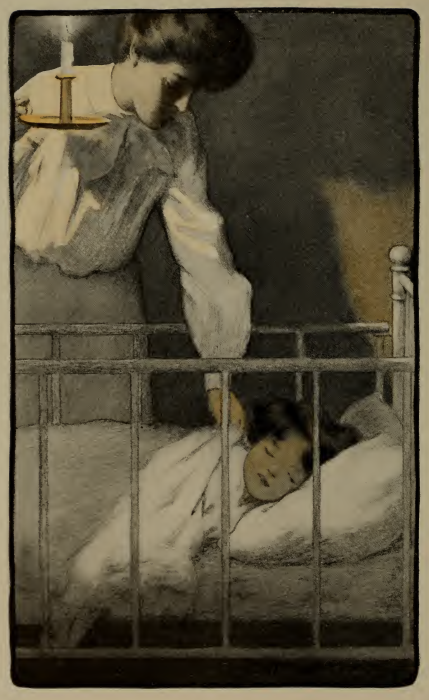
A Child's Garden of Verses
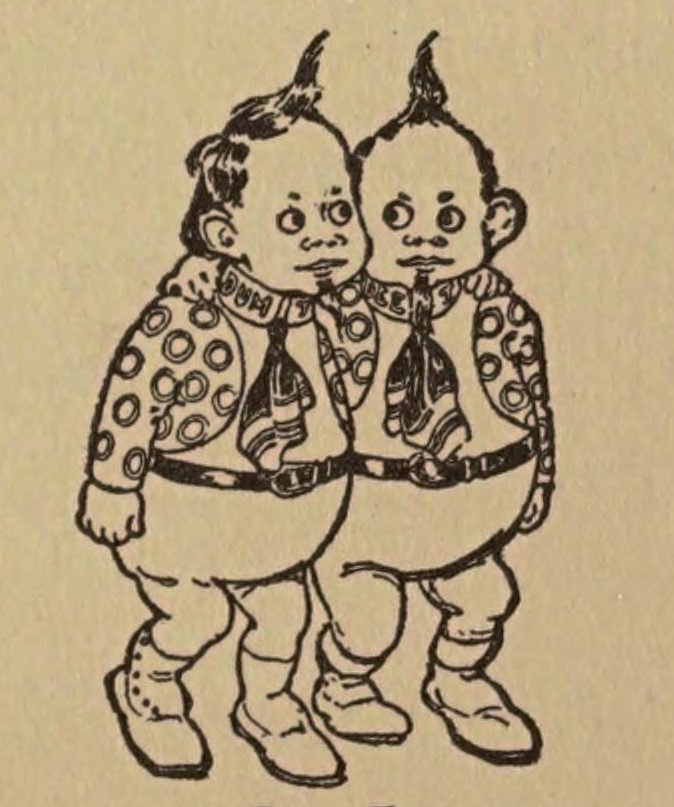
Alicia en el país de las maravillas
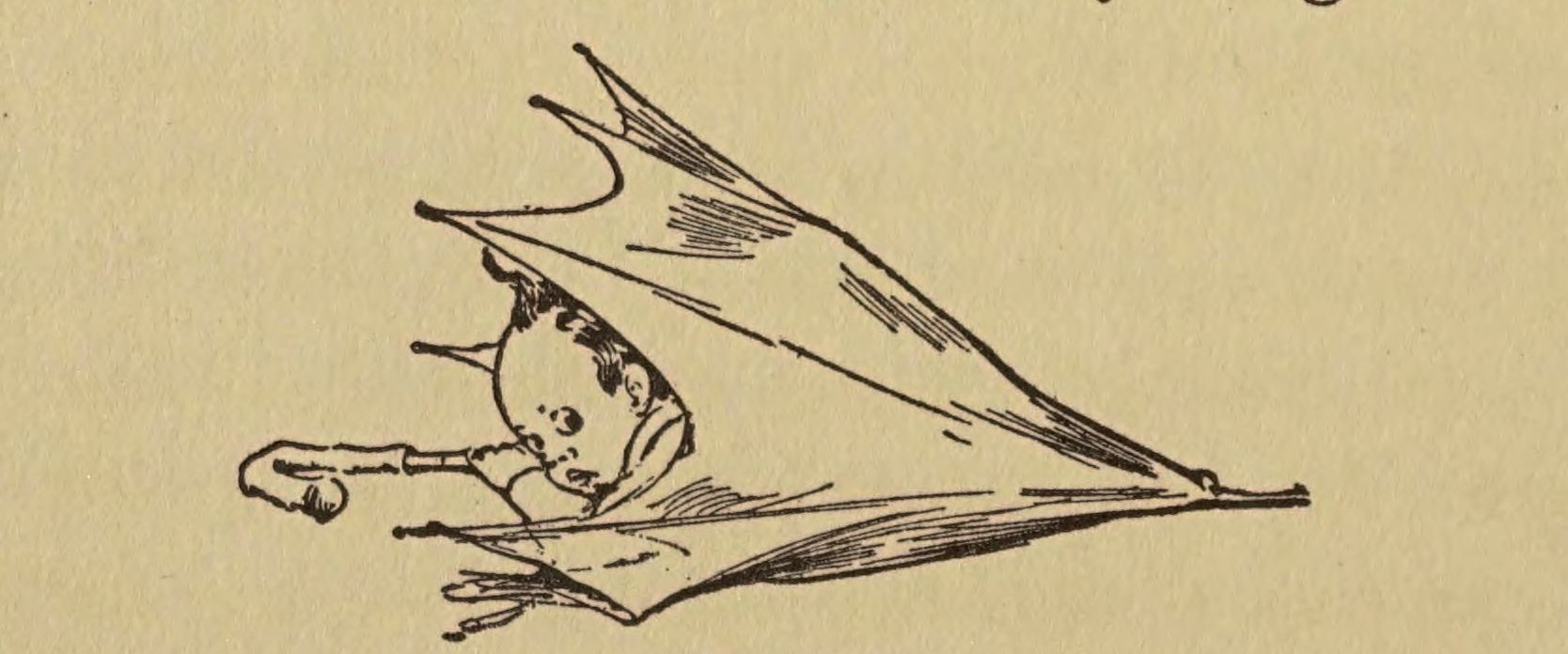
Tweedledee
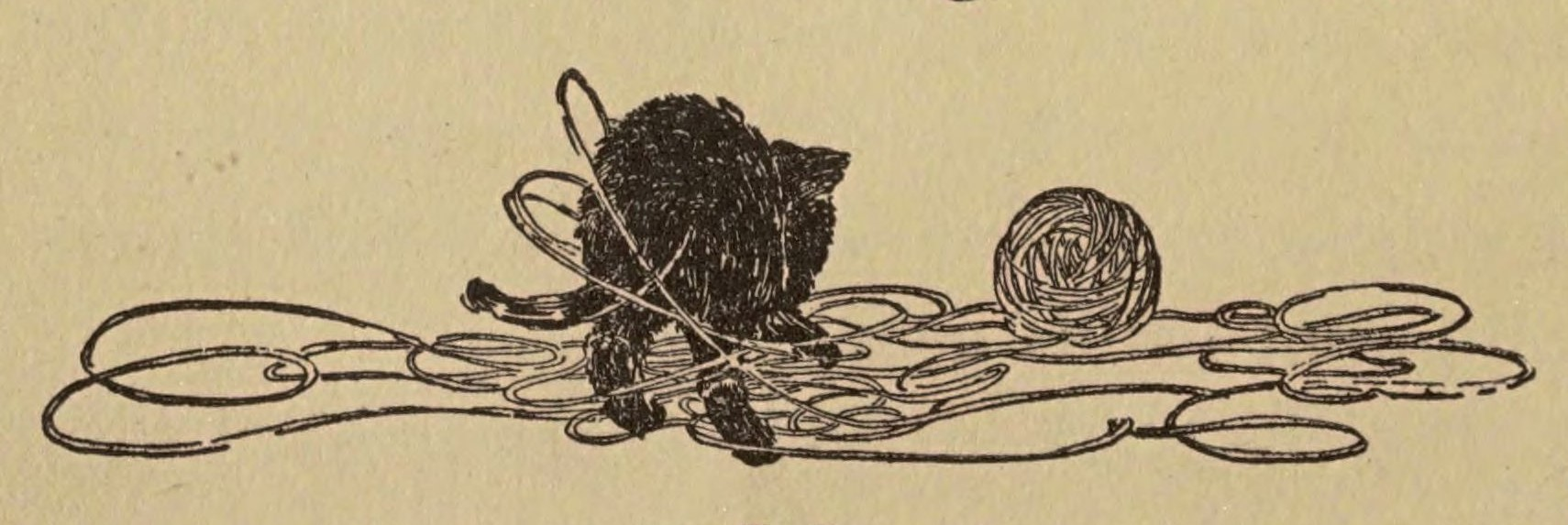
Kitten
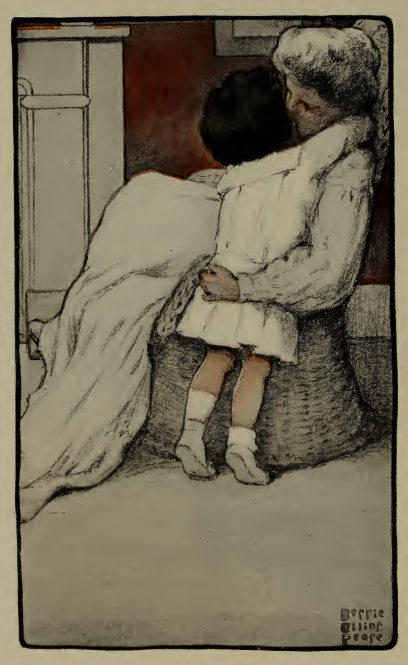
A Child's Garden of Verses
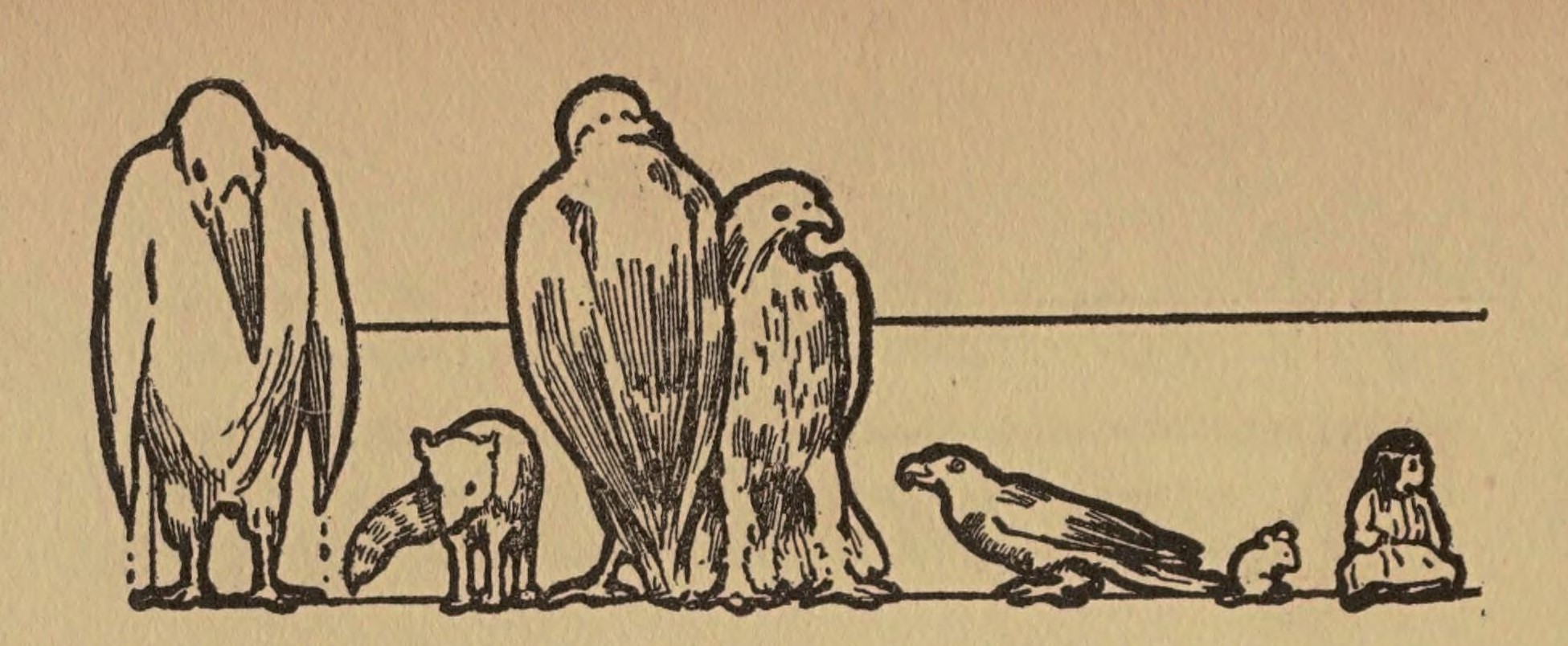
Creatures

## Trabajos de ilustración
Cuando Bessie Collins Pease:
- Robert Louis Stevenson, El jardín de los versos de un niño, Nueva York: Dodge Publishing Co. (1905), OCLC 12388963
- Edmund Vance Cooke, "La biografía de nuestro bebé", Dodge (1906) OCLC 16631992

Como Bessie Pease Gutmann: 
- Edith Dunham El diario de un ratón, Dodge (1907), OCLC 7782667
- Lewis Carroll, Las aventuras de Alicia en el país de las maravillas, Dodge (1907) OCLC 8072979  ; Nueva York reeditado: Children's Classics, Crown (1988), ISBN 0-517-65961-1
- Lewis Carroll, a través del espejo, y lo que Alice encontró allí, Dodge (1909), OCLC 1985760
- Bessie Pease Gutmann, Golden Hours, Nueva York: Hurst & Co. (1912), OCLC 52420265

### Colecciones póstumas
- Canciones de vivero & Lullabies, Nueva York : Grosset & Dunlap (1990)
- Oraciones de Poemas & del vivero, Grosset & Dunlap (1990)
- Me Encantas: Versos & Refranes Dulces, Grosset & Dunlap (1991)
- Mi Chica Dulce, Eugene, Mena.: Casa de cosecha (2005)